# Сюлейман паша
 Тази статия е за военачалника от XIX век.  За военачалника от XIV век вижте Сюлейман паша Гази.  
Сюлейман Хюсню паша (на турски: Süleyman Hüsnü Paşa) е висш османски офицер, Мушир (на турски: Müşîr), отговаря на чин маршал в Османската империя. Участник в Сръбско-турската война (1876) и Руско-турската война (1877 – 1878).

## Биография
Сюлейман Хюсни е роден около 1838 г. в Цариград. Според някои източници баща му, Мехмед Халет ефенди, е бивш еничарски ага, а според други е сладкар. Сюлейман постъпва в армията през 1854 г. Завършва военно училище в Цариград (1861). През 1867 г. е произведен във военно звание бинбаши (майор), а през 1873 г. в миралай (полковник) и става бей. Директор и преподавател по литература във Военното училище в Цариград. Реформира го по европейски образец.
През май 1876 г. Сюлейман паша участва в детронирането на султан Абдул Азис. Повишен е в звание ферик паша (дивизионен генерал). Проявява се по време на Сръбско-турската война (1876). Назначен е за командващ османската армия в Босна и Херцеговина.

### Участие в Руско-турската война (1877 – 1878)
По време на Руско-турската война (1877 – 1878) е началник на Централната армия (Албански Армейски корпус усилен с други части). Изпратен е в помощ на обсадената в Плевен Западна армия като армията му е транспортирана по море от Бар до Дедеагач и с влакове до Нова Загора, откъдето по-късно се придвижва с марш към Стара Загора. Овладелият проходите на Балкана ген. Гурко изнася предния отряд към Стара Загора и Нова Загора, за да да предотврати придвижването на армията му към проходите. След тежки боеве Сюлейман паша отхвърля Предния Руски отряд и успява да влезе с бой в Стара Загора. За този бой българските опълченци получават високата оценка от руското командване в лицето на ген. Столетов и ген Гурко. Още преди напускането на града, той започва да се пълни с „бежанци от българските села в околността, които са подложени на палежи и грабежи от башибозуците и черкезите... Училищата са предоставени за болници и убежища за част от бежанците. Най-страшна е картината вечер, когато от северните стръмнини на града ясно се виждат огнените кълба, виещи се над горящите старозагорски села... В следобедните часове на 31 юли (нов стил)руските войски отстъпват на север, а от юг и югозапад нахлуват турските части.... Сулейман паша допуска войниците, офицерите и , башибозукът и черкезите да палят и унищожават българските къщи, да насилват жените и момичетата...кървавата вакханалия продължава три дни до 2 август 1877г.“ Градът е опожарен до основи и разорен. Изгорени са всички християнски църкви. След Освобождението градът е застроен отново по нов план. Избити са според румелийското правителство "Годишник" (1882г) около половината от българското население на града или 8000 българи. Парижкият всекидневник „La France“ в своя дописка от 21 август 1877 г. съобщава за 12000 убити в двете каази (Стара Загора и Чирпан).   За големите си заслуги към империята Сюлейман паша е награден със златна сабя за победата при Стара Загора, връчен лично от Хюсеин бей, адютант на султана.
През периода на изчакване и подготовка за преминаване на прохода Шипка на армията на Сюлейман паша цялото Старозагорско поле е оставено на разграбване от редовната войска и башибозука. Свидетелските показания на населението на много от селата в региона говорят за палежи, убийства и преследване на българското население в региона през това време.
След като се подготвя за настъпление, към 10 август 1877 година Сюлейман паша потегля от Стара Загора към Шипка. Ръководи настъпление през Шипченския проход на 21 до 26 август. Въпреки числено превъзходство, частите му понасят тежки загуби и са напълно отбити. Армията му остава задълго прикована при южните подстъпи на прохода. По-късно на 16 и 17 септември отново се прави опит за настъпление през Шипка. (вж. Шипченска битка (август 1877), Шипченска битка (септември 1877)).
През ноември 1877 година Сюлейман паша командва полевата армия на мястото на Мехмед Али паша и прави неуспешни опити да настъпи срещу Източния отряд (боят при село Тръстеник) През януари Сюлейман паша прехвърля около 27 хиляди войници от източнодунавската армия южно от Балкана.
След изненадващото преминаване на Балкана от ген. Гурко и разгрома на турските войски при река Искър, комендантът на град София получава заповед от Сюлейман паша да брани града педя по педя и да взриви всички складове. Комендантът в изпълнение на тази заповед, дава нареждане да се опразни и опожари градът. Намесата на вицеконсулите Леандър Леге и Виторио Позитано предотвратява опожаряването на София.